# Parlamentsvalet i Storbritannien 2010
Parlamentsvalet i Storbritannien 2010 hölls den 6 maj och utgjordes av val till 650 platser i det brittiska underhuset, en ökning från 646 i valet 2005. Valet skedde som brukligt i form av majoritetsval i enmansvalkretsar.

## Inför valet
Valdatumet tillkännagavs den 6 april 2010, då premiärminister Gordon Brown besökte drottning Elizabeth II i Buckingham Palace och begärde att parlamentet skulle upplösas den 12 april och allmänna val hållas den 6 maj. Valet i valkretsen Thirsk and Malton sköts dock upp till den 27 maj då en av kandidaterna avled plötsligt kort innan den 6 maj.
På grund av ogynnsamt opinionsläge hade den sittande Labourregeringen väntat in i det längsta med att utlysa valet, som senast skulle ha behövt hållas den 17 maj 2010, fem år efter att parlamentet samlades efter det föregående valet.
Inför detta val hölls för första gången direktsända tv-debatter mellan partiledarna för de tre största partierna, vilket stärkte Liberaldemokraterna i opinionsundersökningarna .

## Valresultatet
Strax efter att valet hade genomförts stod det klart att inget av de tre huvudpartierna, Labour, Tories (Konservativa partiet) och Liberaldemokraterna, hade fått ihop de 326 mandat i parlamentet som krävs för att kunna bilda en majoritetsregering. Denna situation – ett parlament utan tydlig majoritet – kallas informellt för hung parlament och är en ovanlig företeelse i Storbritannien. Förra gången det inträffade var i februari 1974 och följdes då av nyval senare samma år. Gången dessförinnan inträffade det 1929.

## Regeringsbildning
Både Labour och de konservativa erbjöd Liberaldemokraterna ett nära samarbete för att kunna bilda regering. Liberaldemokraterna stod fast vid sin tidigare uppfattning att det största partiet ska få första chansen att bilda regering, och inledde därför diskussioner med Tories dagen efter valet.
Tills det parlamentariska läget hade klarnat stannade Gordon Brown kvar som premiärminister för en interimsregering. Även detta är en ovanlighet i Storbritannien, där en premiärminister som förlorat sin parlamentsmajoritet normalt lämnar sitt ämbete redan dagen efter valet.
Den 11 maj 2010 fick David Cameron (Konservativa partiet) i uppdrag av drottning Elizabeth II att bilda en ny regering, samtidigt som Gordon Brown avgick både som premiärminister och som partiledare för Labourpartiet. Därmed stod det klart att Konservativa partiet tillsammans med Liberaldemokraterna kom att bilda koalitionsregering. Det blev den första koalitionsregering som Storbritannien haft på 65 år och den första (delvis) liberala regering i landet sedan 1922. Koalitionsregeringen är även den första konservativa/liberala regering Storbritannien någonsin haft.